# Crotalaria laevigata
Crotalaria laevigata är en ärtväxtart som beskrevs av Jean-Baptiste de Lamarck. Crotalaria laevigata ingår i släktet sunnhampor, och familjen ärtväxter. Inga underarter finns listade i Catalogue of Life.